# Уравнение Фридмана
Уравнение Фридмана — в космологии уравнение, описывающее развитие во времени однородной и изотропной Вселенной (Вселенной Фридмана) в рамках общей теории относительности. Названо по имени Александра Александровича Фридмана, который первым вывел это уравнение в 1922 году.

## Уравнение Фридмана
Уравнение Фридмана записывается для метрики Фридмана — синхронной метрики однородного изотропного пространства (пространства постоянной кривизны),
{\displaystyle ds^{2}=c^{2}dt^{2}-a(t)^{2}dl^{2}\,,}
где {\displaystyle dl^{2}} — элемент длины в пространстве постоянной кривизны, {\displaystyle a(t)} — масштаб («размер») вселенной.
Пространство постоянной кривизны может быть трёх видов — сфера (закрытое), псевдосфера (открытое), и плоское пространство.

### Сферические координаты

#### Закрытая (конечная) вселенная с положительной кривизной пространства
Для закрытой вселенной метрика Фридмана равна
{\displaystyle ds^{2}=a(\eta )^{2}\left(d\eta ^{2}-d\chi ^{2}-\sin ^{2}\chi (d\theta ^{2}+\sin ^{2}\theta d\phi ^{2})\right)\,,}
где {\displaystyle r=a\cdot \sin \chi } — фотометрическое расстояние, {\displaystyle \chi \in [0,\pi ]}; {\displaystyle \theta ,\,\phi } — сферические углы; {\displaystyle \eta } — масштабированное время, {\displaystyle ad\eta =dt}.
Компоненты тензора Риччи для этой метрики равны
{\displaystyle R_{\chi }^{\chi }=R_{\theta }^{\theta }=R_{\phi }^{\phi }=-{\frac {1}{a^{4}}}(2a^{2}+a'^{2}+aa'')\;,}
{\displaystyle R_{\eta }^{\eta }={\frac {3}{a^{4}}}(a'^{2}-aa'')\;,}
{\displaystyle R=-{\frac {6}{a^{3}}}(a+a'')\;,}
где штрих означает дифференцирование по {\displaystyle \eta }.
Для идеальной жидкости тензор энергии-импульса равен
{\displaystyle T_{ab}=(\epsilon +p)u_{a}u_{b}-pg_{ab}\,,}
где {\displaystyle \epsilon } плотность энергии, {\displaystyle p}—давление. В синхронных координатах материя находится в состоянии покоя, поэтому 4-скорость
равна {\displaystyle u^{a}=\{{\frac {1}{a(t)}},0,0,0\}}.
Временная компонента уравнения Эйнштейна,
{\displaystyle R_{\eta }^{\eta }-{\frac {1}{2}}R=\kappa {}T_{\eta }^{\eta }\,,}
с указанным тензором Риччи и тензором энергии-импульса и является уравнением Фридмана,

{\displaystyle {\frac {3}{a^{4}}}(a^{2}+a'^{2})=\kappa \epsilon \,.}

Если связь плотности энергии {\displaystyle \epsilon } и давления {\displaystyle p} (уравнение состояния) известна, то можно найти зависимость плотности энергии от масштаба вселенной {\displaystyle a}, используя уравнение сохранения энергии
{\displaystyle d\epsilon =-(\epsilon +p){\frac {3da}{a}}\,.}
В этом случае можно выразить решение уравнения Фридмана в виде интеграла,
{\displaystyle \eta =\pm \int {\frac {da}{a{\sqrt {{\frac {1}{3}}\kappa \epsilon a^{2}-1}}}}\,.}

#### Открытая (бесконечная) вселенная с отрицательной кривизной пространства
Для открытой вселенной метрика Фридмана равна
{\displaystyle ds^{2}=a(\eta )^{2}\left(d\eta ^{2}-d\chi ^{2}-\sinh ^{2}\chi (d\theta ^{2}+\sin ^{2}\theta d\phi ^{2})\right)\,,}
где {\displaystyle r=a\cdot \sinh \chi }, {\displaystyle \chi \in [0,\infty ]}; {\displaystyle \theta ,\,\phi } — сферические углы; {\displaystyle \eta } — масштабированное время, {\displaystyle ad\eta =dt}.
Очевидно, эта метрика получается из метрики закрытой вселенной подстановкой {\displaystyle \{a,\eta ,\chi \}\to \{ia,i\eta ,i\chi \}}.
Соответственно уравнение Фридмана для открытой вселенной есть

{\displaystyle {\frac {3}{a^{4}}}(-a^{2}+a'^{2})=\kappa \epsilon \,.}

#### Открытая (бесконечная) и плоская вселенная
Для плоской вселенной метрика Фридмана равна
{\displaystyle ds^{2}=a(\eta )^{2}\left(d\eta ^{2}-d\chi ^{2}-\chi ^{2}(d\theta ^{2}+\sin ^{2}\theta d\phi ^{2})\right)\,,}
где {\displaystyle r=a\chi }, {\displaystyle \chi \in [0,\infty ]}; {\displaystyle \theta ,\,\phi } — сферические углы; {\displaystyle \eta } — масштабированное время, {\displaystyle ad\eta =dt}.
Очевидно, эта метрика формально получается из метрики закрытой вселенной в пределе {\displaystyle r\ll a\to \infty }.
Замечая, что {\displaystyle a'/a^{2}={\dot {a}}/a}, где {\displaystyle {\dot {a}}\equiv da/dt}, уравнение Фридмана для плоской вселенной получается в указанном пределе как

{\displaystyle 3{\frac {{\dot {a}}^{2}}{a^{2}}}=\kappa \epsilon \,.}

### Приведённые радиальные координаты
В этих координатах метрика пространства с постоянной кривизной равна
{\displaystyle dl^{2}={\frac {dr^{2}}{1-kr^{2}}}+r^{2}d\Omega ^{2},}
где {\displaystyle \theta ,\phi } — сферические угловые координаты;
{\displaystyle r} — приведённая радиальная координата, определяемая следующим образом: длина окружности радиуса {\displaystyle r} с центром в начале координат равна {\displaystyle 2\pi r;}
{\displaystyle k} — константа, принимающей значение 0 для плоского пространства, +1 для пространства с постоянной положительной кривизной, −1 для пространства с постоянной отрицательной кривизной;
{\displaystyle d\Omega ^{2}=d\theta ^{2}+\sin ^{2}\theta d\phi ^{2}.}

## Решения уравнения Фридмана
Уравнение Фридмана может быть проинтегрировано аналитически для двух важных предельных случаев — вселенной, заполненной пылью, и вселенной, заполненной излучением.